# Gordon D. Shirreffs
Gordon D. Shirreffs, né à Chicago le 15 janvier 1914, et mort le 9 février 1996, est un auteur américain de roman western, ainsi que de romans policiers et d'aventures de littérature d’enfance et de jeunesse. Il a signé quelques œuvres sous les pseudonymes Jackson Flynn, Gordon Donalds et Stewart Gordon.

## Biographie
Après ses études, il travaille comme employé de bureau à l’Union Tank Car Company (en). Pendant la Deuxième Guerre mondiale, il sert dans la cavalerie et, pendant sa formation à Fort Bliss, au Texas, il rencontre sa femme, Alice Johanna Gutwin, qu’il épouse le 8 février 1941. Pendant et après leur lune de miel, les jeunes époux parcourent le Sud-Ouest des États-Unis, décor de l’œuvre future de Gordon D. Shirreffs, à laquelle il rêve déjà. Démobilisé en 1946, il se sert de sa bourse de G.I. pour achever ses études en journalisme à l’université Northwestern., tout en reprenant son emploi de bureau. Il est ensuite vendeur chez Brown & Bigelow (en) avant d’être le propriétaire d’une boutique de jouets de 1948 à 1952, année où il déménage en Californie.
Il amorce sa carrière littéraire dès 1947, en publiant des nouvelles westerns dans divers pulps. Le succès qu’il obtient l’encourage à se consacrer entièrement à l’écriture et, à partir du moment de son installation en Californie, il augmente la cadence de ses parutions. Il n’aborde le roman qu’en 1956 avec Rio Bravo, mais délaisse alors rapidement la nouvelle au profit de cette forme de récit plus longue et mieux adapté à sa sensibilité. Jusqu'en 1994, il donne près de quatre-vingts romans, dont une cinquantaine sont de purs westerns parmi lesquels se dénombrent plusieurs classiques du genre, notamment Rio Bravo (1956), Une nuit en Arizona (1964), La Loi du sang (1969) et la série Manhunter (1974-1988). Une salve pour le shérif est une novélisation du film de John Sturges intitulé Le Dernier Train de Gun Hill (1959), fondé sur un scénario original de Les Crutchfield et James Poe.
En littérature d’enfance et de jeunesse, il a écrit quelques romans policiers, ayant pour héros des personnages de jeunes adolescents, et une dizaine de romans d’aventures, pour l'essentiel des récits de guerre. 
Quelques-uns de ses romans et nouvelles ont connu des adaptations au cinéma. Toutefois, le film Rio Bravo (1959) n’est pas la version cinématographique de son roman : John Wayne et le studio de cette production ne lui ayant acheté que les droits pour l’utilisation du titre. Le récit de Rio Bravo (1956) avait déjà été connu une adaptation au cinéma en 1957 par Paul Landres sous le titre Le Repaire de l'aigle noir (it) (Oregon Passage).

## Œuvre

### Romans

#### SérieManhunter
- Showdown in Sonora (1969) Publié en français dans une autre traduction sous le titre Le Chasseur d’hommes, Paris, Librairie des Champs-Élysées, Le Masque - Western no 52, 1971
- The Manhunter (1970) Publié en français dans une autre traduction sous le titre La Vallée maudite, Paris, Librairie des Champs-Élysées, Le Masque - Western no 62, 1972
- Bowman's Kid (1973) Publié en français dans une autre traduction sous le titre Le Kid de Las Vegas, Paris, Librairie des Champs-Élysées, Le Masque - Western no 138, 1975
- Renegade's Trail (1974) Publié en français dans une autre traduction sous le titre Quého le métis, Paris, Librairie des Champs-Élysées, Le Masque - Western no 218, 1979
- The Apache Hunter (1976) Publié en français dans une autre traduction sous le titre Le Chasseur d’Apaches, Paris, Librairie des Champs-Élysées, Le Masque – Spécial Western no 185, 1977
- The Marauders (1976) Publié en français dans une autre traduction sous le titre Les Maraudeurs, Paris, Librairie des Champs-Élysées, Le Masque – Spécial Western no 198, 1978
- Legend of the Damned (1977)

#### SérieQuint Kershaw
- The Untamed Breed (1981)
- Bold Legend (1982)
- Glorieta Pass (1984)

#### Autres romans westerns
- Rio Bravo (1956) Publié en français dans une autre traduction sous le titre Rio Bravo, Paris, Librairie des Champs-Élysées, Le Masque - Western no 28, 1969
- Arizona Justice (1956)
- Ambush on the Mesa (1957) Publié en français dans une autre traduction sous le titre Une fille de l’Ouest, Paris, Librairie des Champs-Élysées, Le Masque - Western no 6, 1967
- Fort Vengeance (1957)
- Massacre Creek (1958)
- Swiftwagon (1958)
- Shadow Valley (1958)
- Fort Suicide (1959) Publié en français dans une autre traduction sous le titre Le Fort suicide, Paris, Librairie des Champs-Élysées, Le Masque - Western no 71, 1972
- Apache Butte (1960)
- The Lonely Gun (1960) Publié en français dans une autre traduction sous le titre La Piste sans retour, Paris, Librairie des Champs-Élysées, Le Masque - Western no 19, 1968
- The Proud Gun (1961) Publié en français dans une autre traduction sous le titre Colt 45 , Paris, Librairie des Champs-Élysées, Le Masque - Western no 41, 1970
- The Border Guidon (1962) Publié en français dans une autre traduction sous le titre Le Fanion du poste-frontière, Paris, Librairie des Champs-Élysées, Le Masque - Western no 3, 1967
- Voice of the Gun (1962)
- Tumbleweed Trigger (1962)
- The Haunted Treasure of the Espectros (1962)
- The Cold Seas Beyond (1963)
- Slaughter at Broken Bow (1963)
- Quicktrigger (1963) Publié en français dans une autre traduction sous le titre La Vengeance du ranger, Paris, Librairie des Champs-Élysées, Le Masque - Western no 90, 1973
- Judas Gun (1964) Publié en français dans une autre traduction sous le titre Une nuit en Arizona, Paris, Librairie des Champs-Élysées, Le Masque - Western no 157, 1976
- Last Man Alive (1964) Publié en français sous le titre Le Convoi des fantômes, Paris, Gallimard, Série noire no 1480, 1972
- The Nevada Gun (1964)
- Barranca (1966) Publié en français sous le titre Le Mal de l’or, Paris, Gallimard, Série noire no 1066, 1966 Publié en français dans une autre traduction sous le titre Barranca, Paris, Librairie des Champs-Élysées, Le Masque - Western no 201, 1978
- Torpedeos Away (1967)
- The Killer Sea (1968)
- Blood Justice (1969) Publié en français sous le titre La Loi du sang, Paris, Librairie des Champs-Élysées, Le Masque no 939, 1966 ; réédition, Paris, Librairie des Champs-Élysées, Le Masque - Western no 65, 1972
- Jack of Spades (1970) Publié en français dans une autre traduction sous le titre Le Ranch de Tolleson, Paris, Librairie des Champs-Élysées, Le Masque - Western no 102, 1974
- The Lone Rifle (1972) Publié en français dans une autre traduction sous le titre Requiem pour deux trompettes, Paris, Librairie des Champs-Élysées, Le Masque - Western no 8, 1967
- Too Tough to Die (1973) Publié en français dans une autre traduction sous le titre Trop durs pour mourir, Paris, Librairie des Champs-Élysées, Le Masque - Western no 25, 1969
- The Godless Breed (1974) Publié en français dans une autre traduction sous le titre Sans foi ni loi, Paris, Librairie des Champs-Élysées, Le Masque - Western no 37, 1970
- Last Train from Gun Hill Publié en français en 1960 sous le titre "Une salve pour le shérif" Gallimard Série Noire n°561. Traduction : P.V Vielhomme
- The Marauders (1976) Publié en français dans une autre traduction sous le titre Les Maraudeurs, Paris, Librairie des Champs-Élysées, Le Masque – Spécial Western no 198, 1978
- The Brave Rifles (1977)
- Legend of the Damned (1977)
- Now He is Legend (1979) Publié en français dans une autre traduction sous le titre Le Moulin du Rio Dulces, Paris, Librairie des Champs-Élysées, Le Masque - Western no 133, 1975
- South West Drifter (1981) Publié en français dans une autre traduction sous le titre L’Homme du Sud, Paris, Librairie des Champs-Élysées, Le Masque - Western no 21, 1968
- Range Rebel (1985)
- The Ghost Dancers (1986)
- Bugles on the Prairie (1986) Publié en français dans une autre traduction sous le titre Le vent gémit sur la prairie, Paris, Librairie des Champs-Élysées, Le Masque - Western no 33, 1969
- Five Graves to Boot Hill (1987) Publié en français dans une autre traduction sous le titre Sur la route d’El Paso, Paris, Librairie des Champs-Élysées, Le Masque - Western no 77, 1972
- Hell's Forty Acres (1987)
- Rio Diablo (1987)
- Brasada (1987)
- Trail's End (1987)
- The Code of the Gun (1988)
- Ride a Lone Trail (1988)
- Hangin' Pards (1988)
- Rio Desperado (1988) Publié en français dans une autre traduction sous le titre Rio Desperado, Paris, Librairie des Champs-Élysées, Le Masque - Western no 84, 1973
- Renegade Lawman (1988)
- Shadow of a Gunman (1989)
- Gunslingers Three (1989)
- The Hidden Rider of Dark Mountain (1989)
- The Walking Sands (1990)
- The Devil's Dance Floor (1994)

#### Série westernGunsmokesignée Jackson Flynn
- The Renegades (1974)
- Shoot Out (1974)
- Duel au Dodge City (1974)
- Cheyenne Vengeance (1975)

#### Romans signés Gordon Donalds
- Arizona Justice (1956), réédité en 1983 sous la signature Gordon D. Shirreffs
- Top Gun: Violence on the New Mexico Frontier (1957), réédité en 1977 sous la signature Gordon D. Shirreffs
- The Desperate Donigans (1957)

#### Roman signé Stewart Gordon
- Gunswift (1979), réédité en 1996 sous la signature Gordon D. Shirreffs

### Littérature d’enfance et de jeunesse

#### Romans policiers
- Mystery of Lost Canyon (1963)
- The Secret of the Spanish Desert (1964)
- The Mystery of the Lost Cliff Dwelling (1968)
- Mystery of the Haunted Mine (1970)

#### Romans d’aventures
- Son of the Thunder People (1957), roman western
- Roanoke Raiders (1959)
- The Rebel Trumpet (1960), roman western
- Action Front! (1962)
- The Mosquito Fleet (1961)
- The Gray Sea Raiders (1961)
- Powder Boy of the Monitor (1961)
- The Hostile Beaches (1964)
- The Enemy Seas (1965)
- The Bolo Battalion (1966)
- Torpedoes Away! (1967)
- Calgaich the Swordsman (1980), fantasy

### Novelisation
- Last Train from Gunhill (1958) Publié en français sous le titre Une salve pour le shérif, Paris, Gallimard, Série noire no 561, 1960

### Autre publication
- They Met Danger (1960)

### Nouvelles

#### Nouvelles westerns
- Scalp the Tinhorn Troopers! (1947)
- Reflected Glory (1947)
- Apache Scout (1951)
- The Valiant are Lucky (1952)
- Apache Gold (1952)
- El Soldado (1952)
- Ghost Dancer’s Doom (1952)
- The Legend of Lynde’s Luck (1952)
- The Top of the Ladder (1952)
- Apache Ambush (1952)
- Frontier Signaler (1952)
- Showdown Commander (1952)
- The Face of Fear (1952)
- Gun Runners of the Gila (1952)
- Gold Trouble (1953)
- Measure for Courage (1953)
- Once a Texan (1953)
- Mule Packer (1953)
- The Secret of Owl Pass (1953)
- First Patrol (1953)
- Sabers for the Sioux (1953)
- Warrior Breed of the Shoshone (1953)
- Colorado Riverman (1953)
- Five Down, One to Go! (1953)
- When Hell Froze Hard (1953)
- Apache! (1953)
- Canyon Ambush (1953)
- Dead Man’s Roundup (1953)
- Half a Day to Water (1953)
- Law of the Hunted (1953)
- Watch Your Back, Cowboy! (1953)
- Ace in the Hole (1953)
- Death Hires These Guns! (1953)
- Fast Man - Quick Grave (1953)
- Two Rivers to Hell (1953)
- Death Rides This Saddle (1953)
- Desert Gundown (1953)
- Hair-Trigger Man (1953)
- The Long Gun (1953)
- The Long Ride (1953)
- Mohave Marauders (1953)
- Rangers Don’t Quit (1953)
- Night Guns Calling (1953)
- Trouble Rider (1954)
- Fear Rides Here (1954)
- The Last Bullet (1954)
- Renegade’s Return (1954)
- The Devil’s Claim (1954)
- Painted Death (1954)
- War at Spanish Wells (1954)
- The Death Dealers (1954)
- The Hollow Hero (1954)
- Time to Kill! (1954)
- Border Battle (1954)
- The Devil’s Draw (1954)
- Outpost of Fear (1954)
- Gunplay at Apache Wells (1954)
- Guns Over Boothill (1954)
- Treasure of Mala Tierra (1954)
- Death Tunnel (1954)
- Skull Valley Raiders (1954)
- Station for the Damned! (1954)
- Trail of Doom (1954)
- Queen of Hidden Valley (1954)
- Return Fire (1954)
- Warrant of Death (1954)
- Death and ’Dobe Dollars (1954)
- Lawman of the Llano Estacado (1954)
- Terror Trail (1954)
- Lucky Star (1954)
- Madman’s Trail (1954)
- Retribution (1954)
- Silent Reckoning (1954)
- War Bonnets in Wyoming (1954)
- Border Guardians (1955)
- Glory Trail (1955)
- Turn Back, Manhunter! (1955)
- Border Bravo (1955)
- Gold and Gunsmoke (1955)
- One Man Stand (1955)
- Whiplash (1955)
- Spanish Nugget (1956)
- Rogue Ranger (1956)
- Slow Man, Fast Gun (1956)
- Gunrunner’s Grave (1956)
- Hunter and Hunted (1956)
- Trail of Vengeance (1957)
- Stage to Hellfire Pass (1957)

#### Nouvelles de littérature d'enfance et de jeunesse
- Yellow Dust (1955)
- Wolf Warrior of the Pawnees (1957)

### Adaptations

#### Au cinéma
- 1955 : The Lonesome Trail (en), film américain de Richard Bartlett (en), d’après la nouvelle Silent Reckoning[1] (1954).
- 1957 : Le Repaire de l’aigle noir (it), film américain de Paul Landres, d’après le roman Rio Bravo (1956).
- 1968 : L'Évadé de Yuma (Vivo per la tua morte), western-spaghetti de Camillo Bazzoni, d’après le roman Une nuit en Arizona (1964).

#### À la télévision
- 1957 : Galvanized Yankee, épisode de la série télévisée américaine d’anthologie Playhouse 90 (saison 2, épisode 13), réalisé par Paul Wendkos.

## Sources
- Jacques Baudou et Jean-Jacques Schleret, Le Vrai Visage du Masque, vol. 1, Paris, Futuropolis, 1984, 476 p. (OCLC 311506692), p. 402.
- Claude Mesplède et Jean-Jacques Schleret, SN, voyage au bout de la Noire : inventaire de 732 auteurs et de leurs œuvres publiés en séries Noire et Blème : suivi d'une filmographie complète, Paris, Futuropolis, 1982 (OCLC 11972030), p. 333-334.